# Gerhard Speidel
Gerhard Speidel (geboren 28. Dezember 1923 in Züllichau; gestorben 3. November 1992 in Freiburg im Breisgau) war ein deutscher Forstwissenschaftler.

## Leben
Gerhard Speidel wurde am 28. Dezember 1923 in Züllichau geboren, damals in der Provinz Brandenburg des Freistaats Preußens gelegen, heute unter dem Namen Sulechów polnische Kleinstadt. Er begann 1943 sein Studium der Mathematik und Physik. Ab 1945 studierte er Forstwissenschaften und erhielt 1948 sein Diplom. Anschließend arbeitete er in der niedersächsischen Forstverwaltung und als Referent an der Landwirtschaftskammer Rheinland. 1952 wurde er promoviert, sein Doktorvater war Hubert Hugo Hilf. 1956 habilitierte er sich bei Reinhard Schober an der zur Universität Göttingen gehörenden forstlichen Fakultät in Hann. Münden mit einer Arbeit zur Leistungskontrolle in der Forsteinrichtung.
1957 wurde er als Nachfolger von Hans Lemmel auf den Lehrstuhl für Forstpolitik und Forstliche Betriebswirtschaft an der Georg-August-Universität Göttingen berufen. 1965 wechselte er an die Albert-Ludwigs-Universität Freiburg auf den Lehrstuhl für Forsteinrichtung und Forstliche Betriebswirtschaft. Zum Ende des Sommersemesters 1985 ließ er sich aus gesundheitlichen Gründen vorzeitig emeritieren. Am 3. November 1992 verstarb er nach langer Krankheit.
Von 1974 bis 1978 war er Präsident des Deutschen Forstwirtschaftsrats. 1987 bekam er den Karl-Abetz-Preis verliehen. Speidel betreute über 60 Promotionen und Habilitationen, darunter die Doktorarbeiten von Wedig Kausch-Blecken von Schmeling und Gerhard Oesten.
Gerhard Speidel trat für eine Neukonzeption der forstlichen Betriebswirtschaftslehre ein, die sich an der neoklassischen Theorie orientierte und auf den Konzepten der betriebswirtschaftlichen Produktionsfaktoren von Erich Gutenberg und dem entscheidungstheoretischen Ansatz von Edmund Heinen aufbaute.

## Bücher
- Forstliche Betriebswirtschaftslehre, Parey, Hamburg 1984 (Erstausgabe 1967), ISBN 3-4900-9016-0.
- Planung im Forstbetrieb, Parey, Hamburg / Berlin 1972, ISBN 3-4900-8716-X.
- Gerhard Oesten (Hrsg.): Gerhard Speidel. Aufsätze zur Forstlichen Betriebswirtschaftslehre 1949 – 1985. Band 1 der Schriften aus dem Institut für Forstökonomie. Freiburg 1994, ISBN 3-9803-6971-4.